# Hàgies
Hàgies o Àgies (grec antic: Ἁγίας, llatí: Agias o Hagias) fou un poeta de l'antiga Grècia natural de Trezè, al qual els antics atribuïen l'autoria dels Retorns, una obra que pertanyia al cicle troià i que no s'ha conservat.
L'autoria dels Retorns li és atribuïda en la Crestomatia de Procle. L'obra tractava el tema del retorn dels herois de la guerra de Troia, i va ser molt celebrada a l'antiguitat. Constava de cinc llibres, i començava amb les desgràcies que van sofrir els herois de retorn als seus països per culpa dels greuges comesos contra Cassandra i el Pal·ladi. Tot el poema explicava les vicissituds dels aqueus succeïdes entre la Iliupersis i l'Odissea.
En realitat, els autors antics no tenien cap seguretat sobre el nom de l'autor d'aquest poema, atès que s'hi referien simplement amb el nom de Nostoi i, per parlar de l'autor, al més sovint diuen «el que va escriure els Retorns». Altrament, sovint era atribuït a Homer i a Eumel de Corint, i d'altres deien que l'autor era originari de Colofó. Altres poetes, com Anticlides d'Atenes, Clidem i Lisímac d'Alexandria varen escriure obres similars o amb el mateix títol, però els Nostoi per antonomàsia eren els d'Hàgies.
Segons autors com Erich Bethe, en realitat el nom d'Hàgies és com el d'Homer o el d'Estasí: autors llegendaris que no fan referència a un creador concret, sinó a un conglomerat d'obres i llegendes.